# Премијер лига Малезије у рагбију
Премијер лига Малезије у рагбију (енгл. Malaysia Rugby League Premier) је први ранг клупског рагби 15 такмичења у овој монархији.

## О такмичењу
Рагби има дугу историју у Малезији. У Малезији има око 300 рагби клубова и око 40 000 рагбиста. Овим такмичењем управља Рагби савез Малезије. 
Учесници:
- Кобра
- Вондерерси
- Ејнџелси
- Лајонси
- Келаб Сукан
- Асас
- Пантерс бловпајпси
- Керис конлеј
- Искандар рејдерси
- Тсунами
- Мерсинг иглси
- Политехник мерлимау

## Листа шампиона
- 2005. Вондерерси
- 2006. Сандакан иглси
- 2007. Вондерерси
- 2008. Сандакан иглси
- 2009. Вондерерси
- 2010. Вондерерси
- 2011. Кобра
- 2012. Кобра
- 2013. Керис конли
- 2014. Тсунами
- 2015. Керис конли
- 2016. Ејнџелси